# フェリーノ (プロレスラー)
フェリーノ（Felino）のリングネームで知られるホルヘ・ルイス・カサス・ルイス（Jorge Luis Casas Ruiz、1964年3月22日 - ）は、メキシコのプロレスラー。メキシコシティ出身。
かつては猫をモチーフにしたマスクマンであった。ニックネームは『猫仮面』『猛獣仮面』。フェリーノとは日本語で『ネコ科』の意味を持つ。

## 来歴
父はラ・マヒストラルを開発したペペ・カサス（引退後はAAAのレフェリー）で兄はネグロ・カサス、弟はヘビー・メタル（カネロ・カサス）、従兄弟にブラック・スター、息子にティグレ、ピューマ・キングというプロレス一家。現在の妻はプリンセサ・ブランカ。
父やラウル・レイエスの指導を受け、1982年頃素顔のベイブ・カサスのリングネームでデビュー。当初は父や兄とタッグを組まされる事が多く伸び悩んでいた為、1987年3月11日にUWAからEMLLに移籍しフェリーノというネコを模したマスク姿で登場（実際はフェリーノと素顔を使い分けていたと思われる）。
1998年には新日本プロレスの『ベスト・オブ・ザ・スーパージュニア』に来日。日本のスタイルに馴染めず目立った活躍はしなかった。1999年、AAAに移籍、同年暮れにEMLLに復帰、2005年10月には新日本プロレスの東京ドーム大会に再来日し兄と組んでIWGPジュニアタッグに挑戦。
2010年3月にラ・ソンブラにコントラ・マッチに敗れ素顔になる。
現在CMLL所属。2012年9月には「東京ゲームショウ2012」で来日。

## 得意技
- ラ・マヒストラル
- スプラッシュ・マウンテン
- ライガーボム
- 足4の字固め
- トップロープからのヘッドシザース

## 獲得タイトル
CMLL
- メキシコ州トリオ王座
- オクシデンテライトヘビー級王座
- メキシコナショナルウェルター級王座
- CMLL世界ウェルター級王座
- WWA世界ウェルター級王座
- メキシコナショナルトリオ王座
- 第5回レジェンダ・デ・プラタ

IWRG
- IWRGインターコンチネンタルタッグ王座
- IWRGインターコンチネンタルトリオ王座